# 1638 Ruanda
1638 Ruanda (1935 JF) là một tiểu hành tinh vành đai chính được phát hiện ngày 3 tháng 5 năm 1935 bởi C. Jackson ở Johannesburg.